# Jona von Ustinov
Jona Freiherr von Ustinov, auch Klop Ustinov (* 2. Dezember 1892 in Jaffa, damals Osmanisches Reich; † 1. Dezember 1962 in Eastleach, Großbritannien), der Vater des Schauspielers Peter Ustinov, war deutscher Diplomat und arbeitete in der NS-Zeit für den britischen Geheimdienst MI5.

## Leben

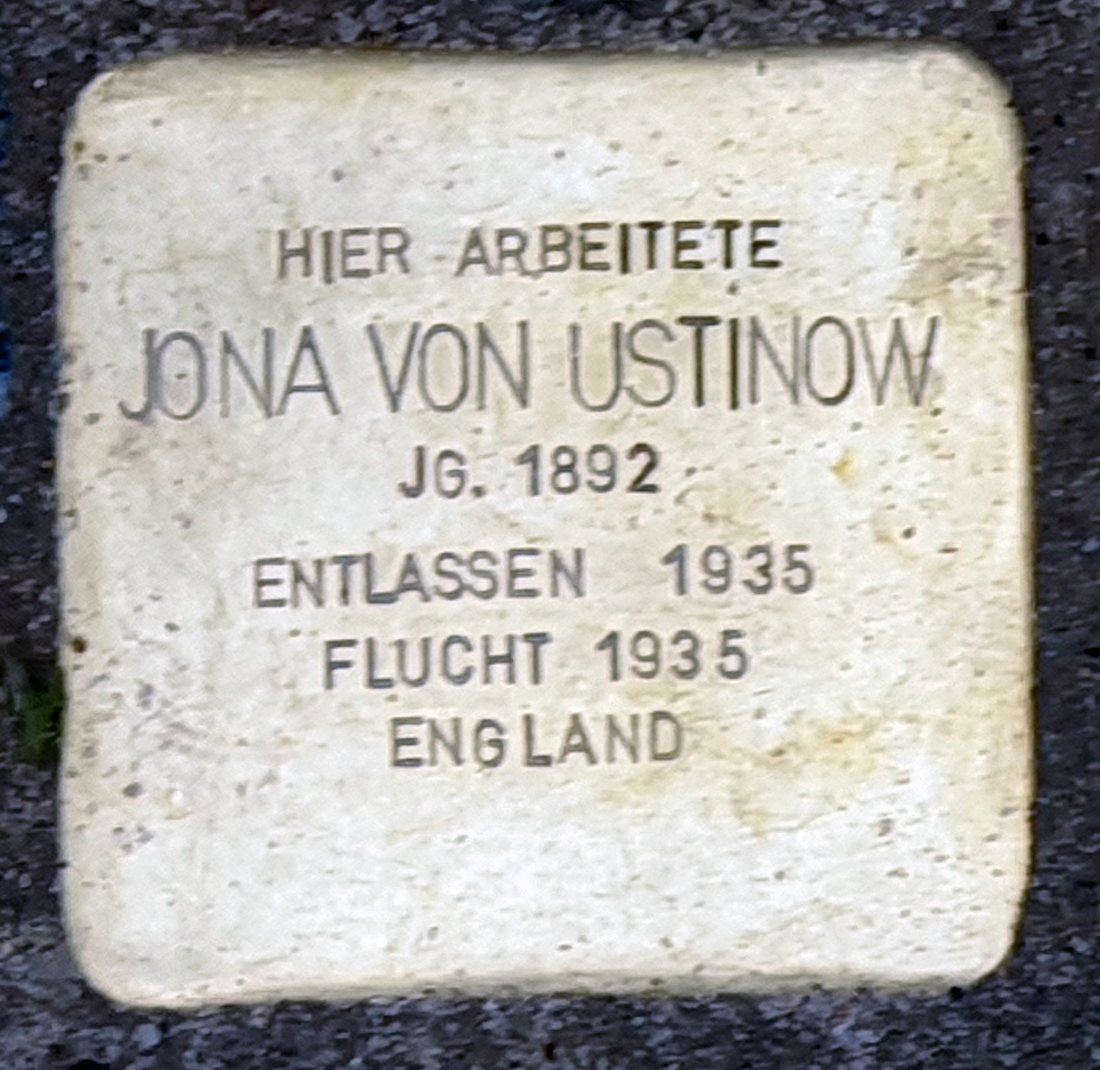
Stolperstein am Haus, Wilhelmstraße 92, in Berlin-Mitte

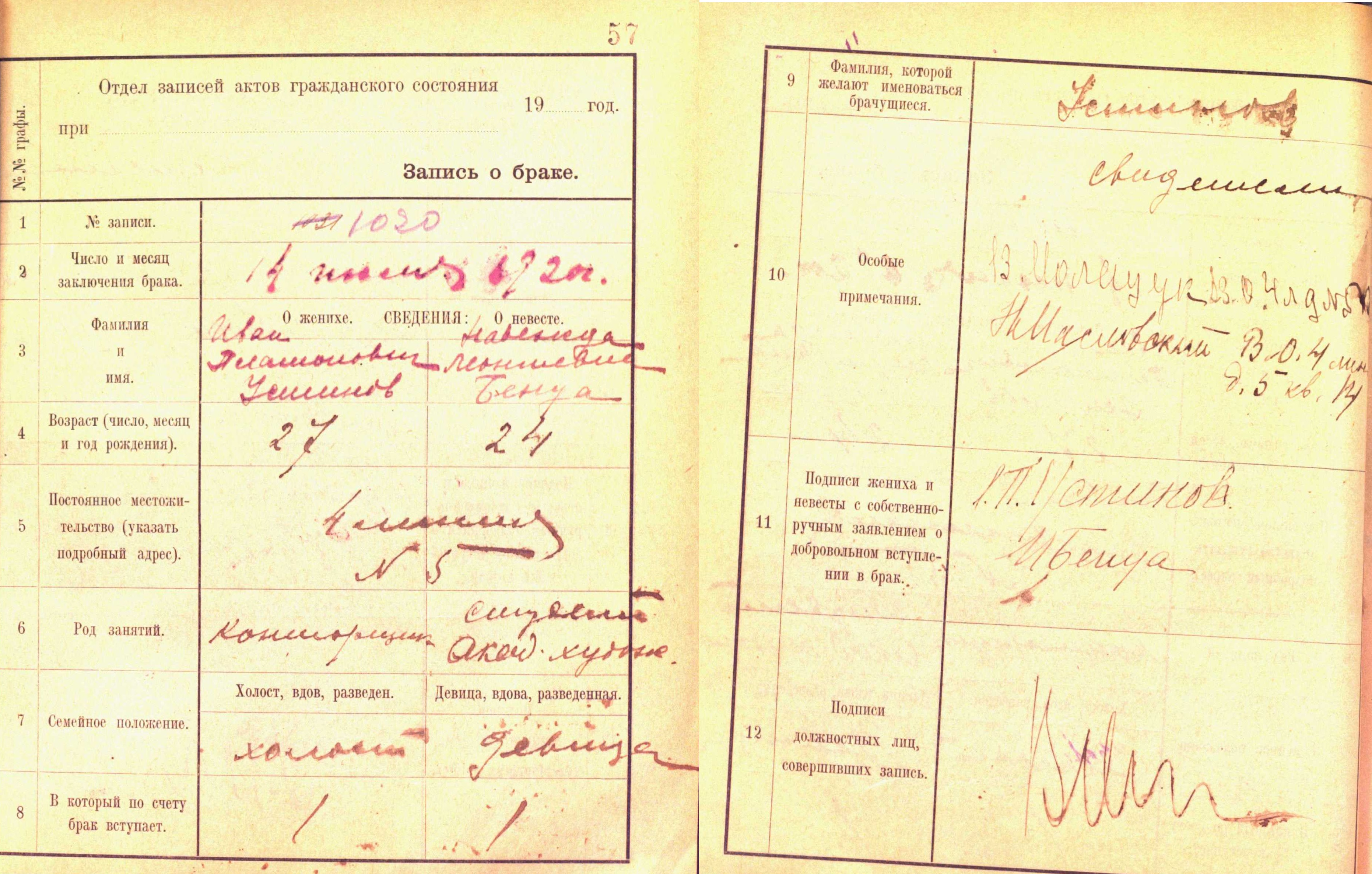
Traueintrag von Jona von Ustinow und Nadjeschda Benois, gemacht 1920 in Petrograd

Jona von Ustinov wurde als Jonah Freiherr von Ustinow geboren. Unzufrieden mit seinem Vornamen nahm er bald seinen Spitznamen „Klop“ (Wanze) als Vornamen an.
Sein Vater Plato von Ustinow (russisch Платон Григорьевич Устинов; 1840–1918) führte in Jaffa das Hôtel du Parc, seinerzeit das erste Haus am Platze. Plato war von adeliger russischer Geburt und hatte das Gut Ustinowka (Устиновка), heute in der Oblast Saratow (Rajon Balaschow), besessen. Angestoßen durch einen in Jaffa wirkenden Missionar der Pilgermission St. Chrischona, Peter Martin Metzler, trat Plato Ustinov 1875 zum Protestantismus über. Dies zunächst heimlich, da sein Rang als russischer Adeliger an die russisch-orthodoxe Kirchenzugehörigkeit gebunden war. Nachdem er Ustinowka 1876 verkauft hatte, ging er in Metzlers württembergische Heimat, wo er sich offen zum Protestantismus bekannte und in Korntal Metzlers Tochter Marie heiratete. Die Ehe wurde 1888 geschieden.
Durch Vermittlung der württembergischen Königin Olga Romanowa wurde er als Deutscher eingebürgert und sein Adelsrang als Freiherr von Ustinow anerkannt. In zweiter Ehe heiratete er Magdalena Hall (1868–1945), Tochter des deutschen, jüdisch geborenen Moritz Hall (1838–1914) und dessen Frau Welette-Iyesus. Beide hatten sich in Äthiopien kennen und lieben gelernt, wo Hall als protestantischer Konvertit im Auftrag St. Chrischonas missionierte. Welette-Iyesus, die in der Ehe den Vornamen Katharina angenommen hatte, war Tochter des deutschen, am äthiopischen Hofe wirkenden Malers Eduard Zander und der Hofdame Isette-Werq. Magdalena Hall und Plato von Ustinow hatten vier Kinder, Jona war ihr erstes.
Er besuchte als Kind u. a. die Grundschule der evangelischen Gemeinde Jaffa, die durch regelmäßige Zuschüsse des Jerusalemsvereins seit 1890 unterhalten wurde, und später das Städtische Realgymnasium und Gymnasium an der Klosterstraße in Düsseldorf. Er beendete seine Schulzeit in Yverdon in der Schweiz und studierte anschließend an der französischen Universität Grenoble. Vor seiner Übersiedlung nach London 1913 arbeitete er kurze Zeit als Lektor für Rechtswissenschaften an der Friedrich-Wilhelms-Universität zu Berlin.
Ustinov war aufgrund dieser internationalen Erfahrungen seit frühester Jugend ein Gegner jedes Nationalismus. Er nahm als deutscher Jagdflieger der Flieger-Abteilung (Artillerie) 250 am Ersten Weltkrieg teil. Für seine Dienste wurde er am 13. September 1917 mit dem Ritterkreuz des Württembergischen Militärverdienstordens ausgezeichnet. Sein jüngerer Bruder Peter von Ustinow, ebenfalls Flieger derselben Einheit, fiel 1917.
1918, nach Kriegsende, wurde er zunächst Korrespondent für „Wolffs Telegraphisches Bureau“ (die erste deutsche Nachrichtenagentur) in Amsterdam. Ustinov reiste 1920 in die Sowjetunion, um Erkundigungen über den Verbleib seines Vaters anzustellen. Auf dieser Reise lernte er seine Gattin Nadjeschda Leontijewna Benois (1896–1975), die Tochter des russischen Architekten Leonti Nikolajewitsch Benois kennen. Anschließend kehrte er – inzwischen verheiratet – als Mitarbeiter der deutschen Botschaft nach London zurück.
Mit der Machtergreifung der Nazis wurde die Stellung für den völlig anders eingestellten Jona von Ustinov zunehmend schwierig. 1935 verlor er schließlich seine Anstellung in der Botschaft, weil er sich weigerte, einen Ariernachweis zu erbringen, der dem Auswärtigen Amt seine äthiopischen und jüdischen Vorfahren bekannt gemacht hätte. Daraufhin ließ er sich und seine Familie in Großbritannien einbürgern.
Bald darauf wurde er vom britischen Inlandsgeheimdienst MI5 als Spion angeworben. Er versuchte, die britische Regierung zu einem härteren Kurs (= weniger Appeasement) gegenüber Adolf Hitler zu bewegen, der den Ausbruch des Zweiten Weltkrieges verhindern sollte. Er überbrachte der britischen Regierung die Pläne des deutschen Einmarschs in die Tschechoslowakei schon sieben Monate vor deren Okkupation 1939, konnte den damaligen Premierminister Neville Chamberlain aber nicht überzeugen, frühzeitig einzugreifen.
Jona von Ustinov starb 1962 in Eastleach, einen Tag vor Vollendung seines 70. Lebensjahres.
Am 5. November 2021 wurde vor dem ehemaligen deutschen Außenministerium, Berlin-Mitte, Wilhelmstraße 92, ein Stolperstein für ihn verlegt.

## Nachkommen
Jona von Ustinov heiratete am 17. Juli 1920 die Malerin Nadjeschda Leontijewna Benois (1896–1975), auch Nadija Benois oder Benua genannt, Tochter des russischen Architekten französischer Abstammung Leonti Nikolajewitsch Benois (1856–1928). Dem Paar wurde am 16. April 1921 der Sohn Peter Ustinov geboren.